# Yuncos
Yuncos es un municipio y localidad española de la provincia de Toledo, en la comunidad autónoma de Castilla-La Mancha. El término municipal, ubicado en la comarca de La Sagra, tiene una población de 12 831 habitantes (INE 2024).

## Toponimia
El término Yuncos se deriva del latín ivucos, junco. Según informaciones de 1788 se llamó primitivamente Las Ventas de Unco, por ser una tierra donde se criaban muchos juncos.

## Geografía
El municipio se encuentra situado en la comarca de La Sagra y linda con las poblaciones de Illescas al norte, Numancia de la Sagra al este, Yuncler al sur, y Cedillo del Condado al oeste, todas de Toledo.

## Historia
Aparece citada por primera vez la alquería de Yuncos en un documento mozárabes de venta de 1181, en donde residía un personaje llamado Martín Raimundo, que tenía una viña en Cobisa.
La fundación de Yuncos es siempre posterior a la de Palomeque o Palomequejo un territorio adyacente a Yuncos, donde se asentó el primer núcleo de población, de fundación anterior a Yuncos que le benefició y acabó por desaparecer como así lo atestiguan documentos de la época.
Hacia 1488, los Reyes Católicos vendieron un trozo de tierra de Yuncos y Palomequejo a Pedro de Castilla y a su mujer Isabel Laso. En Yuncos por privilegio real no pagaban alcabala a la Corona. En 1634, Yuncos se separó de Toledo.
En 1789 el académico José Carnide, dice en una de sus obras refiriéndose a Yuncos: «Se duerme en el lugar de Yuncos cuyo mesón parece que solo se hizo para Bestias y Caleseros mas carece de toda provisión y sus camas son infelices, por esto aconsejo al que quiera hacer este viaje que procure no dormir en el camino».
A mediados del siglo XIX, el lugar contaba con una población censada de 364 habitantes. La localidad aparece descrita en el decimosexto volumen del Diccionario geográfico-estadístico-histórico de España y sus posesiones de Ultramar de Pascual Madoz de la siguiente manera:

YUNCOS: v. con ayunt. en la prov. y dióc. de Toledo (5 leg.), part. jud. de Illescas (1 1/4), aud. terr. de Madrid (7 1/4), c. g. de Castilla la Nueva. sit. en la campiña de la Sagra; es de clima templado y sano como todo el pais. Tiene 114 casas de piso bajo; la de ayunt.; cárcel; escuela dotada con 800 rs. de los fondos públicos, á la que asisten 23 niños; igl. parr. (San Juan Bautista en su martirio) con curato de primer ascenso, de provision ordinaria, y en los afueras el cementerio. Confina el térm.: al N. con el de Illescas; E. Azaña; S. Cabañas, y O. Recas, y comprende solamente suertes de labor en terreno llano y de secano. Le cruza el camino de Illescas á Toledo. El correo se recibe en el primer punto tres veces á la semana: prod.: cereales, algun vino y aceite; se mantiene ganado lanar, y se cria caza menuda. pobl.: 100 vec., 364 alm. cap. prod.: 817,304 reales. imp.: 20,635. contr.: segun el cálculo oficial de la prov., 74'48 por 100. presupuesto municipal: 3,165 rs., que se cubre con 1,639 por ingresos de propios, y el resto por repartimiento vecinal.
(Madoz, 1850, pp. 437-438)

## Demografía
Cuenta con una población de 12 831 habitantes (INE 2024).

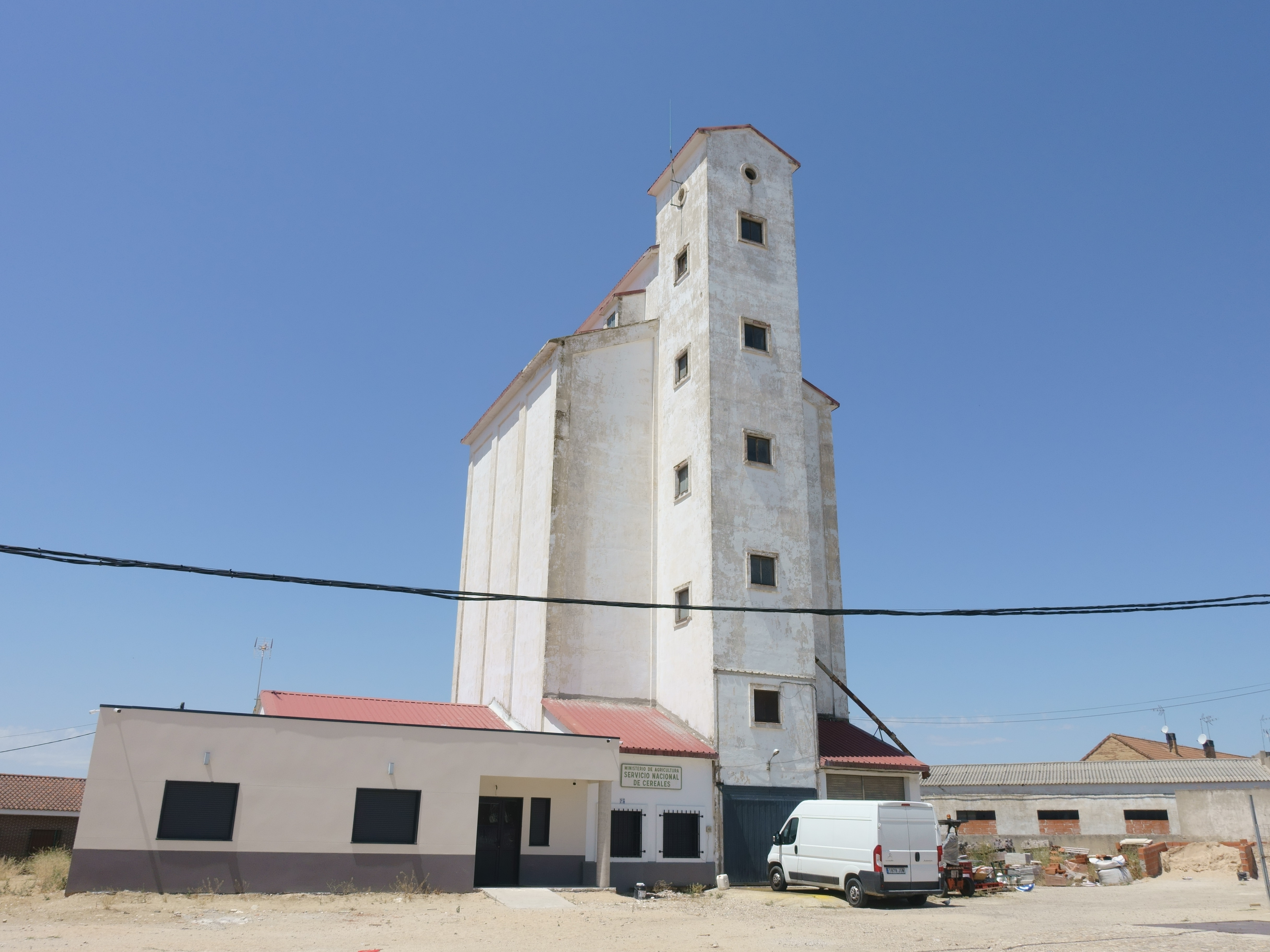
Antiguo silo de la Red Nacional de Silos y Graneros

| Gráfica de evolución demográfica de Yuncos entre 1842 y 2021                                                          |
| |
| Población de derecho según los censos de población del INE. Población de hecho según los censos de población del INE. |

## Símbolos
Escudo de un solo cuartel: de oro, una faja, de plata, perfilada de azur y en situación de bajada, surmontada de una rueda de su color, acompañada, a diestra y siniestra, de sendas junqueras, de sinople. Al timbre, corona real cerrada.
La creación del escudo fue encargada por acuerdo de la corporación municipal de 16 de octubre de 1981 a los heraldistas e historiadores Buenaventura Leblic García y José Luis Ruz Márquez, quienes basaron su creación en el camino real de Toledo –la faja– las ventas que en él se establecieron –la rueda– y las junqueras, en referencia al topónimo de Yuncos.

## Administración
| Periodo   | Nombre                    | Partido              |
| --------- | ------------------------- | -------------------- |
| 1979-1983 | José Luis López Aguilar   | UCD                  |
| 1983-1987 | José Luis López Aguilar   | Independiente        |
| 1987-1991 | José Luis López Aguilar   | PP                   |
| 1991-1995 | José Luis López Aguilar   | PP                   |
| 1995-1999 | Jesús Perezagua Delgado   | PSOE                 |

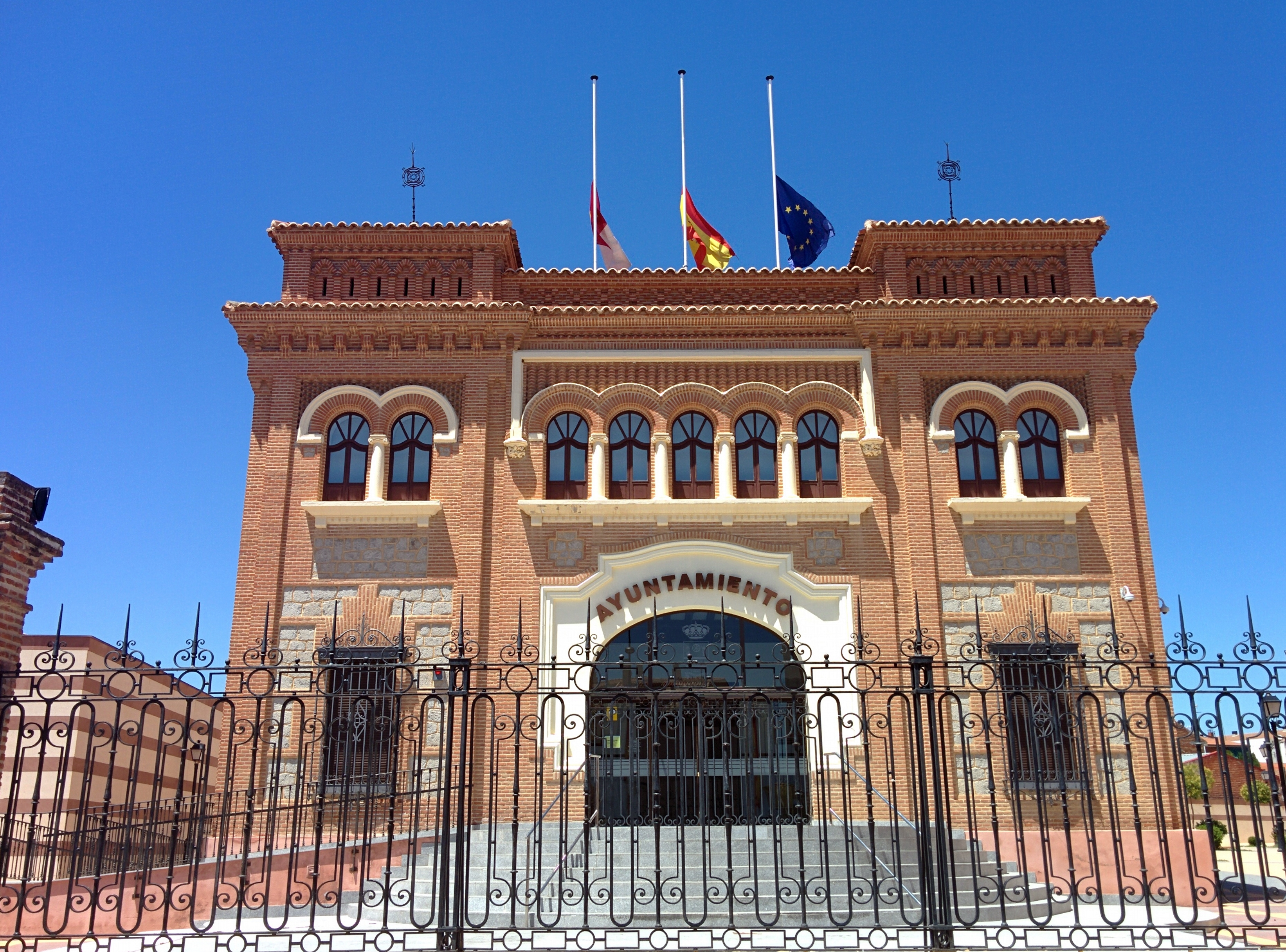
Casa consistorial

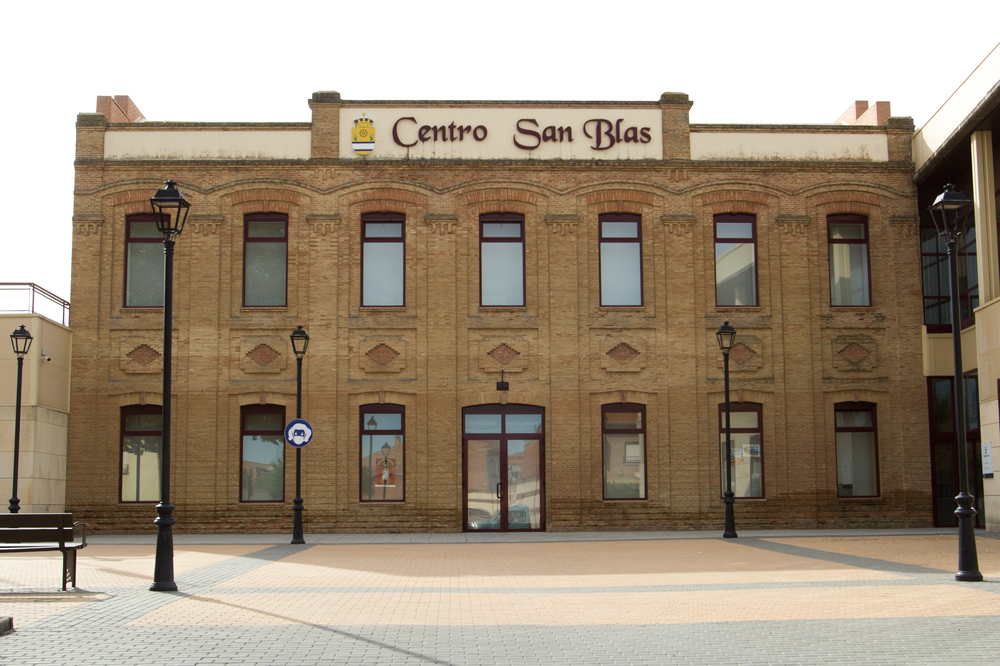
Antigua fábrica de harinas

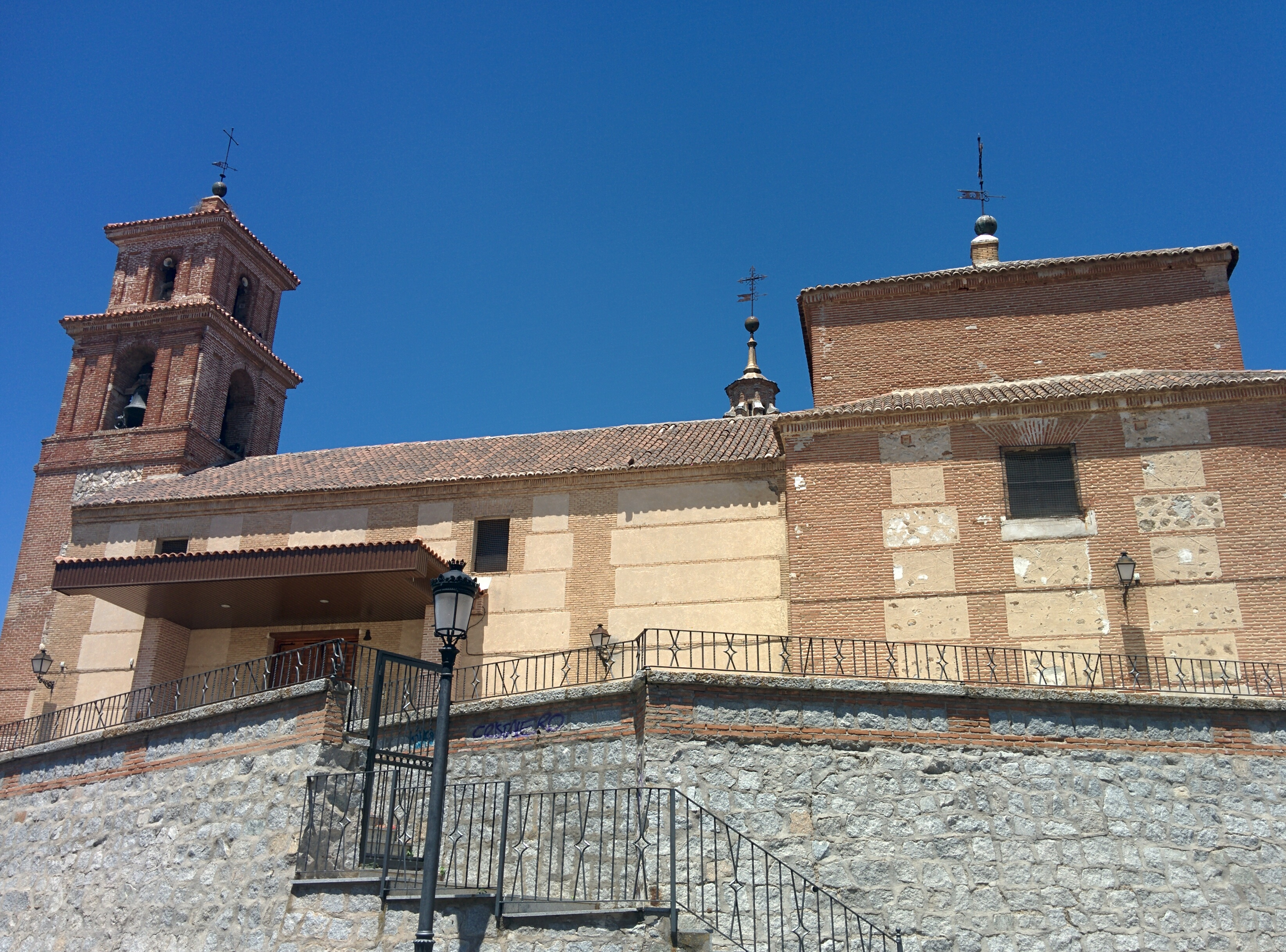
Iglesia de San Juan Bautista

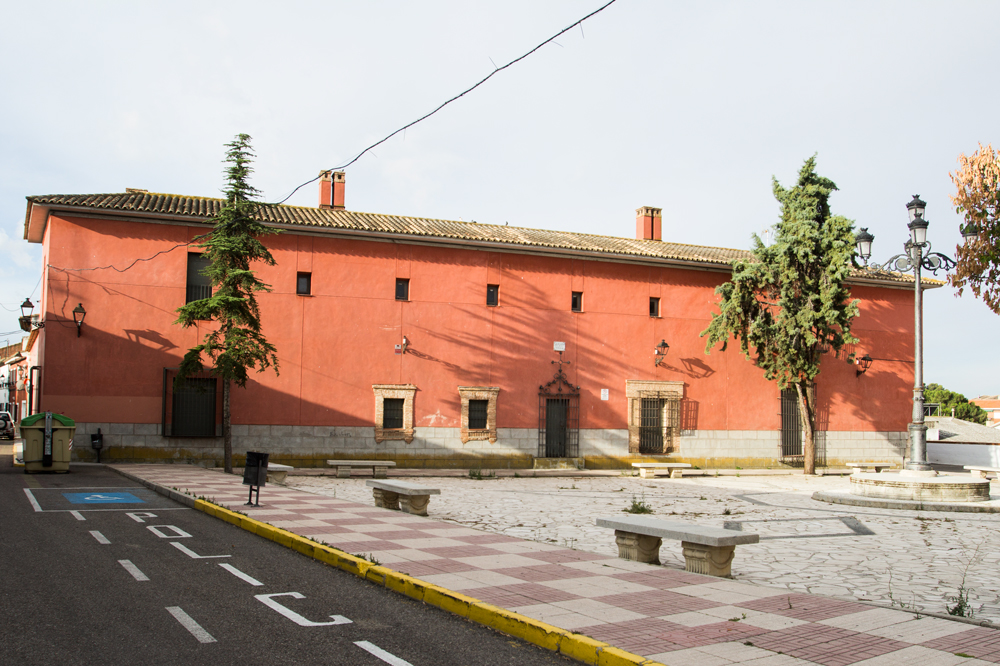
Casa de la Hidalguía

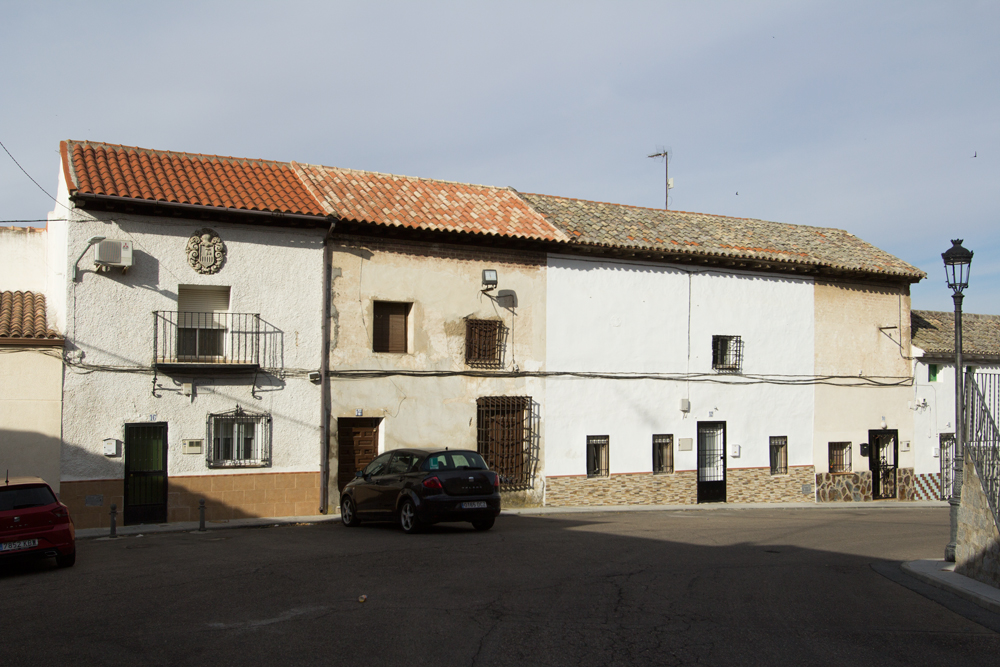
Casa de la calle Puente

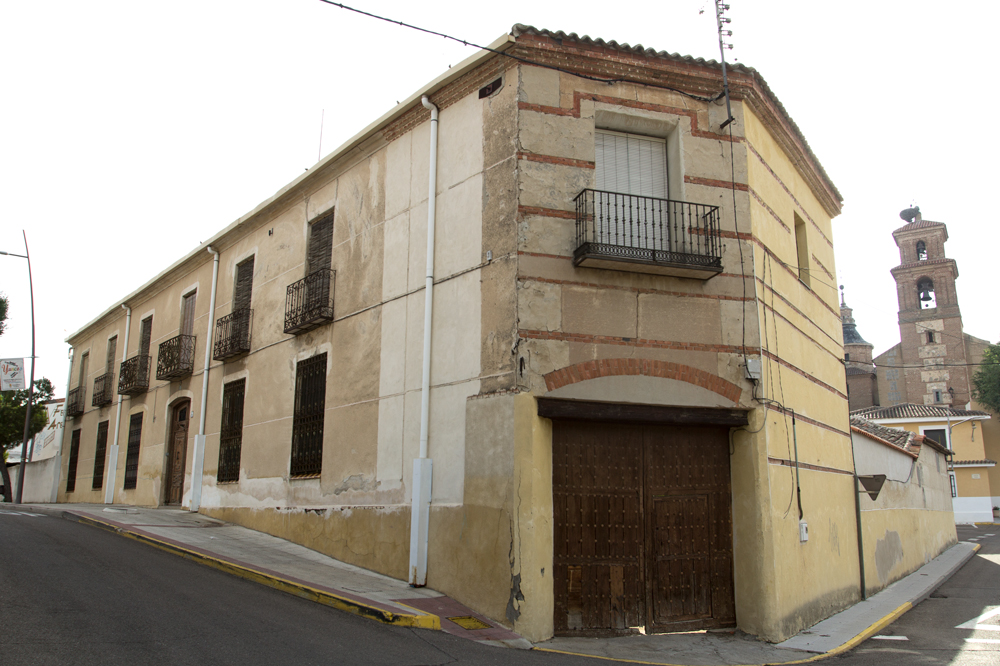
Casona de la calle Real

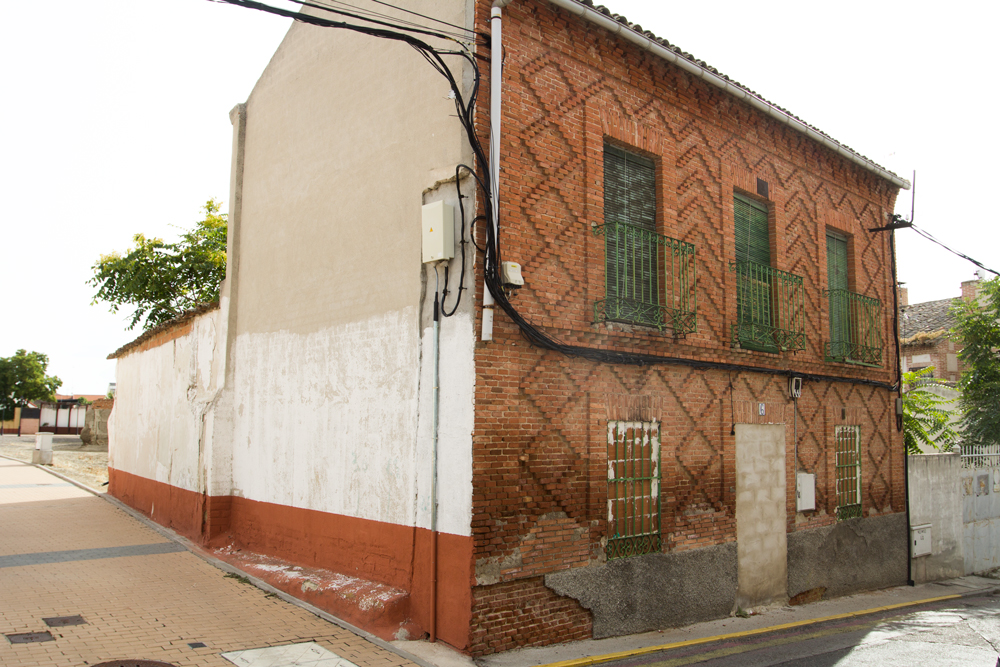
Casa de la calle Talavera

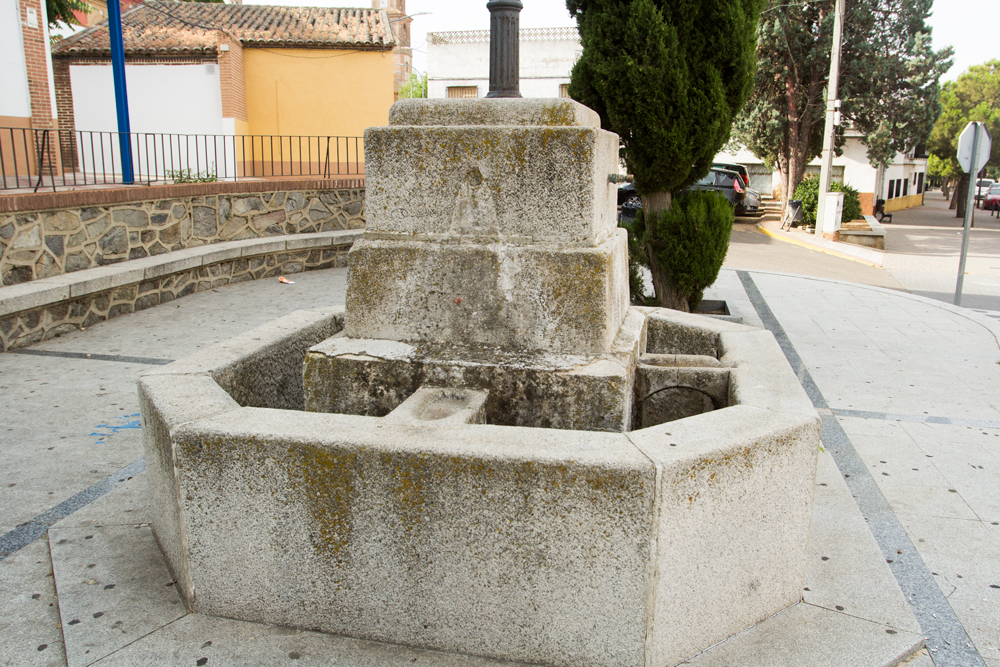
Fuente de la calle Real

| 1999-2003 | Gregorio Rodríguez Martín | PP                   |
| 2003-2007 | Gregorio Rodríguez Martín | PP                   |
| 2007-2011 | Gregorio Rodríguez Martín | PP                   |
| 2011-2015 | Gregorio Rodríguez Martín | PP                   |
| 2015-2019 | María José Gallego Ruiz   | PSOE                 |
| 2019-2023 | María José Gallego Ruiz   | PSOE                 |
| 2023-act. | Gregorio Rodríguez Martín | Independiente/Vox/PP |

En las elecciones del 28 de mayo de 2023, los resultados electorales fueron los siguientes:
- PSOE: 8 concejales.
- Unión por Yuncos: 3 concejales.
- Vox: 3 concejales.
- PP: 3 concejales.

## Patrimonio
- Iglesia parroquial de San Juan Bautista: Edificio construido en el siglo XVI. De estilo renacentista, con un excelente retablo tras el altar mayor que representa la degollación del santo.
- Casa de Ciriaco: restaurada y reutilizada como casa consistorial.
- Casa de la Hidalguía: Casona construida en el siglo XVIII.
- Casa de la calle Puente: se encuentra dividida en cuatro casas que se diferencian claramente, pero dos de las casas individuales conservan en su parte superior un gran tramo horizontal de la pintura almohadillada original que cubría la fachada y demuestra la unidad del edificio en la antigüedad. Tenía dos escudos por diferencias familiares, pero solo conserva uno de ellos.
- Casona de la calle Real
- Casa de la calle Talavera
- Fuente de la calle Real: construida en 1929.
- Antigua fábrica de harinas: restaurada y rehabilitada como el Centro San Blas.
- Búnker de la Guerra Civil: se encuentra a los pies de la Casa de Ciriaco.
- Necrópolis de la Edad de Bronce: fue excavada y estudiada cuando se construyó el polígono.

## Fiestas
- 3 de febrero: San Blas, tres días de fiesta.
- Semana del 8 al 14 de septiembre: Virgen del Consuelo, una semana de fiestas.

En las fiestas de Yuncos existe gran afición por los toros (encierros, suelta de todos enmaromados y corridas), orquestas, grupos de música conocidos... y actividades lúdicas para todos los públicos, pero si hay algo que lo distingue de otros pueblos es su tradicional charanga, una auténtica tradición de muchos años que no puede faltar y a la que cada vez acuden más jóvenes de otras localidades para disfrutar de este evento.

## Cultura
Es uno de los 122 municipios toledanos que forman parte de la denominación de origen queso manchego y de la indicación geográfica protegida cordero manchego.
Desde finales de marzo de 2013 el municipio cuenta con una nueva atracción turística para los aficionados a los automóviles y a la historia del cine. Se trata de la exposición permanente «Más de 100 coches de cine», en la que se puede disfrutar de los vehículos usados en la filmografía española más reconocida. La exposición cuenta concretamente con automóviles que han tenido el placer de rodar junto a Pepe Viyuela en la primera y segunda parte de Mortadelo y Filemón, o, incluso, algunos que han trabajado a las órdenes de Álex de la Iglesia en Balada triste de trompeta. No obstante, estos son solo un aperitivo del gran catálogo que guarda esta colección. La muestra es posible gracias al trabajo de Vicente Pavía, su propietario, y sus hijos, quienes se han dedicado a proporcionar vehículos de diferentes épocas para los rodajes del cine español de los últimos tiempos. Algunas películas destacadas en los que han participado son Las bicicletas son para el verano, Las 13 rosas, Los girasoles ciegos, El viaje a ninguna parte o Pájaros de papel. Asimismo, han colaborado suministrando automóviles a series de televisión como El secreto de Puente Viejo (A3) o Amar en tiempos revueltos (TVE).